# Breakout Kings
Breakout Kings ist eine US-amerikanische Actionserie, die von 2011 bis 2012 ausgestrahlt wurde. Kreiert und produziert wurde die Serie von Nick Santora und Matt Olmstead, die schon bei Prison Break zusammengearbeitet haben.
Die Serie wurde nach der zweiten Staffel eingestellt.

## Handlung
Der Deputy U.S. Marshal Charlie Duchamp und der ehemalige Deputy U.S. Marshal Ray Zancanelli jagen Gefängnisausbrecher und bedienen sich dabei ungewöhnlicher Methoden. Um den Job bestmöglich zu erledigen, holen sie sich Hilfe von einer Gruppe sehr unterschiedlicher ehemaliger Ausbrecher. Der Deal besagt, dass sie für ihre Mithilfe bei der Jagd auf Ausbrecher in eine Haftanstalt mit vergleichsweise gemütlichem Strafvollzug verlegt werden, außerdem wird ihre Haftstrafe für jeden mit ihrer Hilfe gefassten Flüchtigen um einen Monat verkürzt. Falls aber einer von ihnen während der Arbeit zu fliehen versucht, verdoppelt sich die Haftstrafe für jeden von ihnen. 

## Figuren
- Charlie Duchamp ist, wie sein Vater vor ihm, ein ehemaliger Marine. Direkt nach seinem Dienst wurde er Deputy U.S. Marshal. Aufgrund eines Herzleidens musste er jahrelang Schreibtischarbeit erledigen. Nun bekommt er eine einmalige Chance, sich zu bewähren.
- Ray Zancanelli ist ein ehemaliger Deputy U.S. Marshal, der wegen Diebstahls verurteilt wurde. Wegen seines guten Drahtes zu den Gefangenen bekommt er in der Sonderkommission eine zweite Chance.
- Shea Daniels ist ein ehemaliger Bandenchef, der mit Waffen, gefälschten Waren und gestohlenen Produkten gehandelt hat.
- Erica Reed ist eine ehemalige Kopfgeldjägerin, die ihren Vater, ebenfalls Kopfgeldjäger, rächte und deswegen hinter Gitter musste.
- Dr. Lloyd Lowery ist ein  Harvardabsolvent, Psychiater und ehemaliges Wunderkind. Seine Glücksspielsucht brachte ihn für 25 Jahre ins Gefängnis.

## Besetzung und Synchronisation
Die deutsche Synchronisation erfolgte durch die Synchronfirma EuroSync GmbH in Berlin, wobei sich Dirk Hartung für Synchronbuch und Dialogregie verantwortlich zeichnete.
| Figur           | Darsteller           | Deutscher Sprecher |
| --------------- | -------------------- | ------------------ |
| Ray Zancanelli  | Domenick Lombardozzi | Michael Iwannek    |
| Charlie Duchamp | Laz Alonso           | Martin Kautz       |
| Shea Daniels    | Malcolm Goodwin      | Alexander Doering  |
| Erica Reed      | Serinda Swan         | Eva Michaelis      |
| Lloyd Lowery    | Jimmi Simpson        | Sebastian Schulz   |
| Julianne Simms  | Brooke Nevin         | Manja Doering      |

## Ausstrahlung

### Vereinigte Staaten
Die Pilotfolge der Serie wurde am 6. März 2011 auf A&E Network gesendet.  Die zweite Staffel hatte ihre Premiere am 4. März 2012 mit der Episode An Unjust Death. Die letzte Episode, Served Cold wurde am 29. April 2012 ausgestrahlt.

### Deutschland
Die deutsche Erstausstrahlung der ersten Staffel fand ab dem 14. November 2012 auf dem Bezahlsender RTL Crime statt. Am 31. Juli 2013 begann der Sender die Ausstrahlung der zweiten Staffel. Im deutschsprachigen Free-TV wurde die erste Staffel bei RTL Nitro gezeigt.

## Episodenliste

### Staffel 1
| Nr. (ges.) | Nr. (St.) | Deutscher Titel                     | Originaltitel                     | Erstausstrahlung USA | Deutschsprachige Erstausstrahlung (D) |
| ---------- | --------- | ----------------------------------- | --------------------------------- | -------------------- | ------------------------------------- |
| 1          | 1         | Mörderisch gut!                     | Pilot                             | 6. März 2011         | 14. Nov. 2012                         |
| 2          | 2         | Todesopfer eines Handlungsreisenden | Collected                         | 13. März 2011        | 21. Nov. 2012                         |
| 3          | 3         | T-Bags Rückkehr                     | The Bag Man                       | 20. März 2011        | 28. Nov. 2012                         |
| 4          | 4         | Kindermund                          | Out Of The Mouths Of Babes        | 27. März 2011        | 5. Dez. 2012                          |
| 5          | 5         | Schmerzkönigin                      | Queen Of Hearts                   | 3. Apr. 2011         | 12. Dez. 2012                         |
| 6          | 6         | Wie der Vater, so der Sohn          | Like Father, Like Son             | 10. Apr. 2011        | 19. Dez. 2012                         |
| 7          | 7         | Gewalt und Liebe                    | Fun With Chemistry                | 17. Apr. 2011        | 26. Dez. 2012                         |
| 8          | 8         | Mit Steaks zum Erfolg?              | Steaks                            | 24. Apr. 2011        | 2. Jan. 2013                          |
| 9          | 9         | Sex                                 | One For The Money                 | 1. Mai 2011          | 9. Jan. 2013                          |
| 10         | 10        | Kollateralschäden                   | Paid In Full                      | 15. Mai 2011         | 23. Jan. 2013                         |
| 11         | 11        | Abseits der Wege                    | Off The Beaten Path               | 15. Mai 2011         | 16. Jan. 2013                         |
| 12         | 12        | Es gibt Regeln                      | There Are Rules                   | 22. Mai 2011         | 30. Jan. 2013                         |
| 13         | 13        | Wo steckt Carmen Vega?              | Where In The World Is Carmen Vega | 30. Mai 2011         | 6. Feb. 2013                          |

### Staffel 2
| Nr. (ges.) | Nr. (St.) | Deutscher Titel                 | Originaltitel         | Erstausstrahlung USA | Deutschsprachige Erstausstrahlung (D) |
| ---------- | --------- | ------------------------------- | --------------------- | -------------------- | ------------------------------------- |
| 14         | 1         | Ein ungerechter Tod             | An Unjust Death       | 4. März 2012         | 31. Juli 2013                         |
| 15         | 2         | Runde zwei                      | Round Two             | 11. März 2012        | 7. Aug. 2013                          |
| 16         | 3         | Nahkampftraining                | Double Down           | 18. März 2012        | 14. Aug. 2013                         |
| 17         | 4         | Am Ende des Lebens              | Cruz Control          | 25. März 2012        | 21. Aug. 2013                         |
| 18         | 5         | Gnadenlose Selbsthilfe          | Self Help             | 1. Apr. 2012         | 28. Aug. 2013                         |
| 19         | 6         | Emmy                            | I Smell Emmy          | 8. Apr. 2012         | 4. Sep. 2013                          |
| 20         | 7         | Wahre Liebe für Fünfzigtausend  | Ain’t Love (50) Grand | 15. Apr. 2012        | 11. Sep. 2013                         |
| 21         | 8         | Was ein Einsatz mit sich bringt | Seald Fate            | 22. Apr. 2012        | 18. Sep. 2013                         |
| 22         | 9         | Liebe nur durch Mord?           | Freakshow             | 29. Apr. 2012        | 25. Sep. 2013                         |
| 23         | 10        | Kalt serviert                   | Served Cold           | 29. Apr. 2012        | 2. Okt. 2013                          |

## Sonstiges
In der Folge 1x03 gibt es ein Crossover mit der Serie Prison Break. In dieser Folge treffen die Breakout Kings auf den von Robert Knepper dargestellten Theodore „T-Bag“ Bagwell.